# Авги
«Авги́» (греч. Η Αυγή — Рассвет) — греческая газета, печатается в Афинах. Печатный орган Коалиции радикальных левых и прежде всего партии Синаспизмос.
Газета основана в 1952 году как орган Единой демократической левой партии, тогда же вышел первый её номер. На протяжении семи лет (1967—1974) эпохи военной хунты «черных полковников» газета прекратила своё издание, которое продолжилось после восстановления демократии.